# МД-ПС
МД-ПС — российский зенитно-ракетный комплекс малой дальности с оптическим обнаружением целей. Обладает повышенной скрытностью функционирования.

## Структура
В состав комплекса входят:
- боевая машина на базе шасси ГАЗ-3937 «Водник»;
- зенитные управляемые ракеты 9М313, 9М39, 9М342;
- информационно-управляющий модуль — пассивная оптико-электронная станция кругового обзора (ОЭСКО) «Феникс»;
- аппаратура опознавания государственной принадлежности цели «свой-чужой»;

## Основные параметры
Зона поражения цели по высоте до 3,5 км (при курсовом параметре 2,5 км). Максимальные скорости цели на встречном курсе — 360—400 м/с, на догонном — до 320 м/с.
Скрытность боевого применения обеспечивается за счет использования оптических средств обнаружения и наведения ракеты по инфракрасному излучению цели в диапазоне волн 8-12 мкм. Система обнаружения обеспечивает круговой обзор с одновременным обнаружением 50 целей и выбором наиболее приоритетных. Возможна залповая стрельба двумя ракетами. Наведение осуществляется по принципу «выстрелил-забыл».